# Aleksandr Juńkow
Aleksandr Jurjewicz Juńkow, ros. Александр Юрьевич Юньков (ur. 21 listopada 1982 w Woskriesiensku) – rosyjski hokeista, trener.
Jego brat Michaił (ur. 1986) także został hokeistą. Do 2012 obaj występowali razem z nim w Spartaku.

## Kariera zawodnicza
- Dinamo 2 Moskwa (1998-2001)
- THK Twer (1999-2001)
- CSK WWS Samara (2001-2003)
  -  Dinamo Moskwa (2002)
- Liepājas Metalurgs (2003-2004)
- Witiaź Czechow (2004-2005)
  -  Chimik Woskriesiensk (2004)
- Spartak Moskwa (2005-2006)
- Siewierstal Czerepowiec (2006-2007)
- Spartak Moskwa (2007-2009)
- Amur Chabarowsk (2009-2010)
- Traktor Czelabińsk (2010)
- Spartak Moskwa (2010-2012)
- Amur Chabarowsk (2012-2014)
- Atłant Mytiszczi (2014-2015)

Wychowanek Chimika Woskriesiensk. Od maja 2012 po raz drugi w karierze zawodnik Amura Chabarowsk. W maju 2013 przedłużył kontrakt z klubem o rok. Zwolniony z klubu w połowie grudnia 2014. Wówczas został zawodnikiem Atłanta Mytiszczi.

## Kariera trenerska
- Amur Chabarowsk do lat 17 (2018-2019)
- Amurskie Tigry Chabarowsk (2020-2021)

Po zakończeniu kariery zawodniczej został trenerem. Prowadził drużynę Amura Chabarowsk do lat 17, po czym od 1 stycznia 2020 został szkoleniowcem zespołu Amurskich Tigrów Chabarowsk w juniorskich rozgrywkach MHL.

## Sukcesy
Klubowe
- Awans do Superligi: 2005 z Witiaziem
- Finał Pucharu Nadziei: 2013 z Amurem

Indywidualne
- Liga łotewska 2003/2004: pierwsze miejsce w klasyfikacji asystentów w fazie play-off